# Glaucidium palmatum
Espèce
Glaucidium palmatum est une espèce de plantes à fleurs de la famille des Ranunculaceae et du genre Glaucidium originaire du Japon.

## Description
Glaucidium palmatum, ou coquelicot des forêts du Japon, est une plante herbacée dont les fleurs, de couleur rose à violet pâle, s'épanouissent de mai à juillet. Cette unique espèce du genre Glaucidium est menacée dans plusieurs préfectures de Honshū, notamment celle de Tochigi, et sur l'île de Hokkaidō

## Nom vernaculaire
- Shirane Aoi, Japon

## Répartition
Glaucidium palmatum est une espèce endémique du Japon.